# Horol
Horol (în ucraineană Хорол) este orașul raional de reședință al raionului Horol din regiunea Poltava, Ucraina. În afara localității principale, nu cuprinde și alte sate.

## Demografie
Componența lingvistică a orașului Horol
     Ucraineană (97,21%)
     Rusă (2,63%)
     Alte limbi (0,11%)
Conform recensământului din 2001, majoritatea populației orașului Horol era vorbitoare de ucraineană (97,21%), existând în minoritate și vorbitori de rusă (2,63%).